# Strasburg (Missouri)
Strasburg – miasto w Stanach Zjednoczonych, w stanie Missouri, w hrabstwie Cass.